# Hanze
Een hanze of hanza ('groep', 'schare' of 'gevolg', van het Oudhoogduits hansa) was een samenwerkingsverband van handelaren en steden tijdens de middeleeuwen. Door samenwerking probeerden ze hun handel te beschermen en uit te breiden. Vanaf het midden van de twaalfde eeuw ontstonden rond de Noord- en Oostzee samenwerkingsverbanden van Duitse kooplieden, parallel aan het systeem van de Italiaanse handelsnederzettingen, maar veel bescheidener van omvang. Het Zweedse eiland Gotland was aanvankelijk het centrum waar handel met lokale handelaren werd gedreven door kooplieden uit Denemarken, Lübeck en later Westfalen. Van Gotland uit werd ook handel gedreven met Engeland, Vlaanderen en Novgorod, dat al in 1190 een Duitse vestiging had.
Ter bescherming werden er aanvankelijk kleine en later steeds grotere samenwerkingsverbanden gevormd, waarvan sommige gilde werden genoemd en andere hanze, zoals de Vlaamse Hanze van Londen en de Hanze der XVII steden voor de handel op de jaarmarkten van de Champagne. De Duitse Hanze is echter veruit de belangrijkste en bekendste, en wordt vaak kortweg de Hanze genoemd. Deze vormde zich om van koopliedenassociatie tot stedenverbond, en bestond op het hoogtepunt uit ca. 200 steden, van Londen tot Novgorod. Ongeveer 70 steden namen volledig deel terwijl de overige associatieverdragen sloten. De Hanze probeerde door uitschakeling van concurrenten en onderdrukking van opkomende handelscentra een monopolie te verwerven in het handelsverkeer: opkopen in productiegebieden, vervoeren, en verkopen in afzetgebieden van met name metalen, granen, hout, huiden, wol, wijn, zout en kruiden. Daarnaast verwierf zij het recht van stapel in de havens waar deze producten voor verscheping en ontscheping werden verzameld en opgeslagen. Het monopoliestreven leidde tot conflicten met Vlaamse, Engelse en Schotse handelaren.

## Verspreidingsgebied

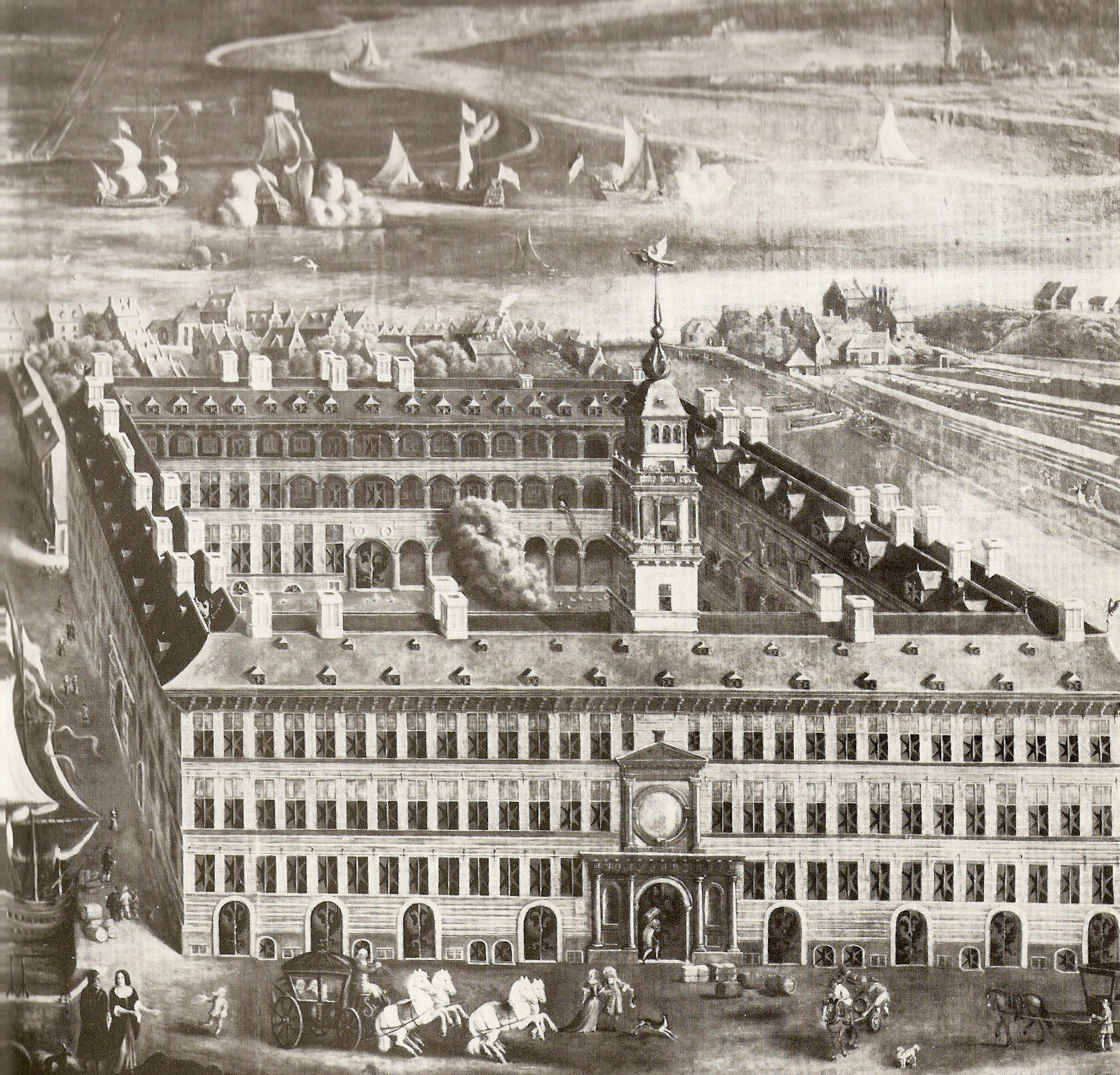
Het Oostershuis in Antwerpen

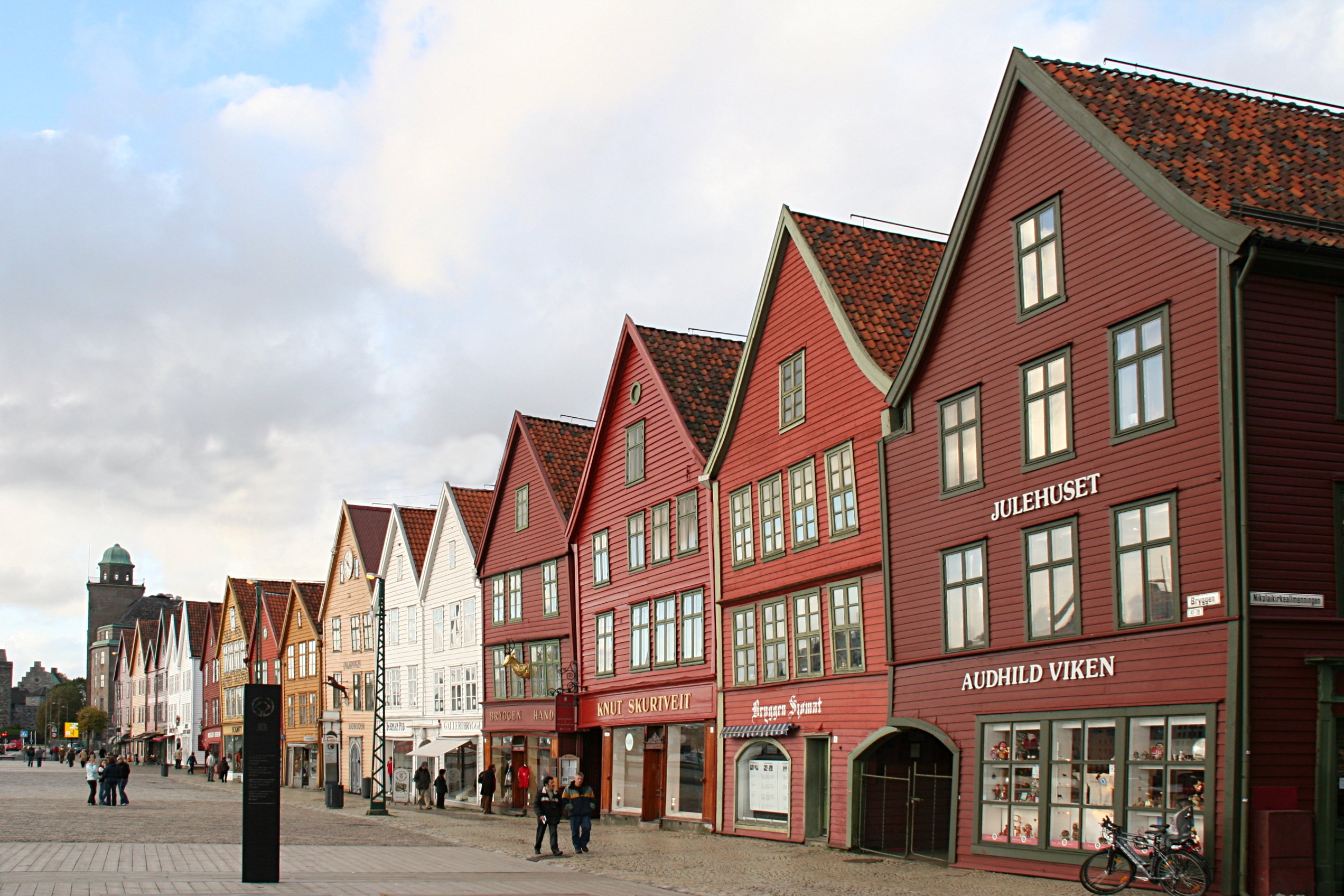
De Tyskebrygge, de "Duitse kade", in Bergen

Van oorsprong bestond de Hanze voornamelijk uit Duitse steden rond de Oostzee. Later traden ook Nederlandse steden toe. Het verbond bestond uit steden in het huidige België, Nederland, Duitsland, Polen, Noorwegen, Zweden en de Baltische staten, met tijdens de hoogtijdagen uitlopers naar Engeland in het westen en Finland en Rusland naar het oosten.
De Hanzesteden dreven handel in het gebied van de Oostzee en de Noordzee. Het hoofddoel van de samenwerking was om een handelsmonopolie in Scandinavië te veroveren en handelsprivileges in de rest van Europa te verwerven. Door gezamenlijk te reizen en te handelen konden de gemeenschappelijke belangen beter worden verdedigd. Bovendien was het veiliger. De grote Hanzesteden, Gemeene of Principaalsteden genoemd, zochten voor de handel contact met kleinere dorpen en steden in hun achterland. Deze plaatsen waren de Bijsteden.

### Hanzekantoren
Een hanzekantoor was in de middeleeuwen een vestiging van Hanzekooplieden in het buitenland.
Er waren in totaal vier hanzekantoren, het Hanzekantoor van Brugge (later verplaatst naar Antwerpen vanwege de verzanding van het Zwin), Tyskebrygge in Bergen, Peterhof in Novgorod en Stalhof in Londen. Tyskebrygge is het enige bewaard gebleven hanzekantoor.
De Schra van Novgorod is de enige volledig bewaarde verzameling bepalingen over de interne reglementen van de vier Hanzekantoren.

## Organisatie
De Hanze was oorspronkelijk niet formeel georganiseerd. Op onregelmatige tijden werden er bijeenkomsten gehouden, Hanzedag genoemd, waaraan afgevaardigden van de deelnemende steden, de Stedenhanze, deelnamen. Aan de geschreven bronnen van die dagen valt nu nog op te maken welke steden de trouwste Hanzeleden waren. Zo namen steden in Holland en Zeeland maar een enkele keer deel aan de bijeenkomsten, terwijl de steden in het oosten van Nederland veel trouwer waren. Ook kwam het vaak voor dat steden voortijdig een Hanzedag verlieten, waardoor ze niet in de notulen werden opgenomen, zodat een stadsbestuur kon weigeren een besluit te ratificeren.
De Hanze was een geheel op vrijwillige leest geschoeid samenwerkingsverband. Niemand werd gedwongen lid te worden of te blijven. Er was geen centrale instantie die regels of richtlijnen oplegde. Steden die lid werden, voeren dan ook meestal een eigen koers. In Nederland was Kampen zo'n stad die er eigen regels op nahield: zij probeerde zelf verbonden te sluiten met Noorwegen en Vlaanderen en trad pas in 1441 formeel toe tot de Hanze. In Duitsland was Keulen een stad die vaak dwars lag en dit was van 1471 tot 1474 uit de Hanze gezet, de zogenaamde verhanzing.

## Geschiedenis van de Hanze
In de veertiende eeuw bereikte de Hanze een hoogtepunt als samenwerkingsverband van kooplieden rond Lübeck, Westfalen, Saksen, en het gebied van de Baltische Duitse Orde. Deze Duitse Hanze werd voor het eerst in 1343 formeel genoemd in een oorkonde van de Zweedse koning Magnus II.
Vanaf de eerste algemene vergadering in Lübeck in 1356 was er sprake van een verbond van steden in plaats van onafhankelijke handelaren. Officieus leider van de Hanze was Lübeck. Daarnaast waren Hamburg, Brunswijk, Keulen, Dortmund, Brugge, Kopenhagen, Bergen (Noorwegen), Danzig, Riga en Reval (nu Tallinn) belangrijke Hanzeatische centra.
De Hanze als stedenbond was allereerst een teken van de opkomende macht van de steden (zie stadsrechten) in Noord-Europa die inzagen dat ze hun eigen belangen nog beter gezamenlijk met andere steden konden behartigen. Daarbij zochten ze dus niet hun heil bij hun afzonderlijke landsheren. Daarmee is dit tevens een teken dat de Duitse keizer en ook de Deense (inclusief Noorwegen), Zweedse en Engelse koningen en hun leenmannen aanvankelijk hier weinig gezag tegenover konden en wisten te stellen.
In het huidige Nederland waren het vooral steden in het noorden en oosten die tot de Hanze toetraden. Deze stonden onder het landsheerlijk gezag van leenmannen van de Duitse keizer: de bisschop van Utrecht (Sticht en Oversticht) en de hertog van Gelre. De Overstichtse steden Kampen, Zwolle, Hasselt, Groningen, Deventer, en de Gelderse steden Zutphen, Elburg, Harderwijk en Nijmegen waren de belangrijkste ervan. Uit geschreven bronnen afkomstig van de Hanzedagen blijkt dat er ook andere steden uit Gelre tijdelijk tot de Hanze hebben behoord, zoals Arnhem, Doesburg en Hattem. Ook veel Friese steden traden tot de Hanze toe. Al deze steden vielen onder het Westerkwartier van de Hanze, daarvan was Keulen de hoofdplaats. 

### Oprichting

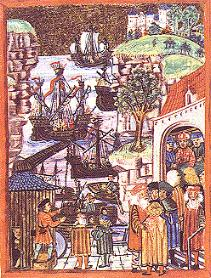
Vorming van de Lübecks-Hamburgse alliantie in Hamburg, Duitsland (circa 1241)

Lübeck werd een basis voor handelaars uit Saksen en Westfalen, die zich oost- en noordwaarts verspreidden. Ruim voordat het woord Hanze in een document uit 1267 werd genoemd, werden er al gilden (of Hansa) gevormd, met handel met overzeese steden als doel, voornamelijk in de steden in het minder ontwikkelde oostelijke Oostzeegebied waar hout, was, barnsteen, hars, huiden en zelfs rogge en meel uit het achterland naar de havens werd getransporteerd. Deze steden zorgden voor hun eigen beveiliging in vorm van troepen die op de handelsschepen meevoeren. De verschillende hanzesteden kwamen elkaar te hulp met deze troepen.
In de Oostzee was de hoofdstad van Gotland, Visby, de spin in het web, nog vóór de Hanze. De Duitsers voeren ruim honderd jaar onder de Gotlandse vlag naar Novgorod, waar de handelaren uit Visby een handelspost hadden gesticht, de Gotenhof. Omdat het aantal handelaren toenam, stichtten de Gotlanders een eigen handelspost voor de Duitse handelaren, de Peterhof, die later een van de hanzekantoren werd. Voor de oprichting van de Hanze in 1356, kwam het woord Hanze niet voor in het Oostzeegebied. De Gotlanders gebruikten het woord varjag.
De Hanzegenootschappen lobbyden voor het verminderen van handelsbelemmeringen voor hun leden. Zo wisten de handelaren van de Hanzestad Keulen koning Hendrik II van Engeland over te halen om geen tol te heffen voor Londen. Zo verkregen ze vrije handel in Engeland. De "Koningin van de Hanze", Lübeck, waar handelaren goederen tussen de Noord- en Oostzee transporteerden, werd in 1227 een vrije rijksstad.
In 1241 vormde Lübeck, de stad die toegang had tot de viswateren in de Noord- en Oostzee, een alliantie met Hamburg, dat de zoutroutes uit Lüneburg beheerde. Deze geallieerde steden verkregen de macht over de vishandel, voornamelijk op de vismarkt van Skåne. Keulen voegde zich bij hen na de algemene vergadering in 1260. Hendrik III van Engeland gaf de Hanze van Lübeck en Hamburg toestemming om in Engeland handel te drijven. Nadat Keulen zich in 1282 ook hierbij had gevoegd, ontstond de machtige Hanzekolonie in Londen. De grootste impuls voor deze samenwerking kwam door het zwakke centrale gezag van de Duitse vorsten, die faalden in het beschermen van de handel. In de daaropvolgende 50 jaar ontstond de Hanze door formele overeenstemmingen van verbonden en samenwerking, die de westelijke en oostelijke handelsroutes omvatten. Lübeck bleef de hoeksteen en bij de eerste algemene vergadering van de Hanze, kreeg de Hanze haar officiële structuur en was de oprichting een feit.

### Uitbreiding

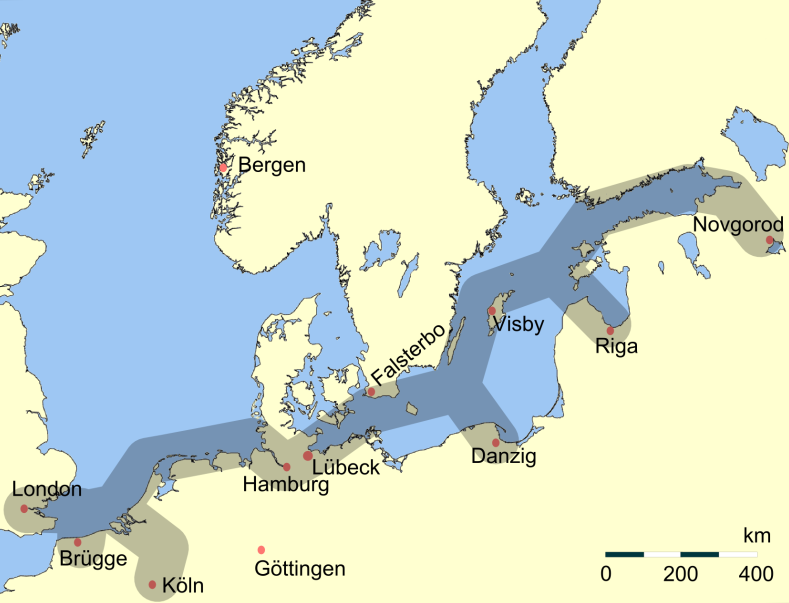
Voornaamste handelsroutes van de Hanze

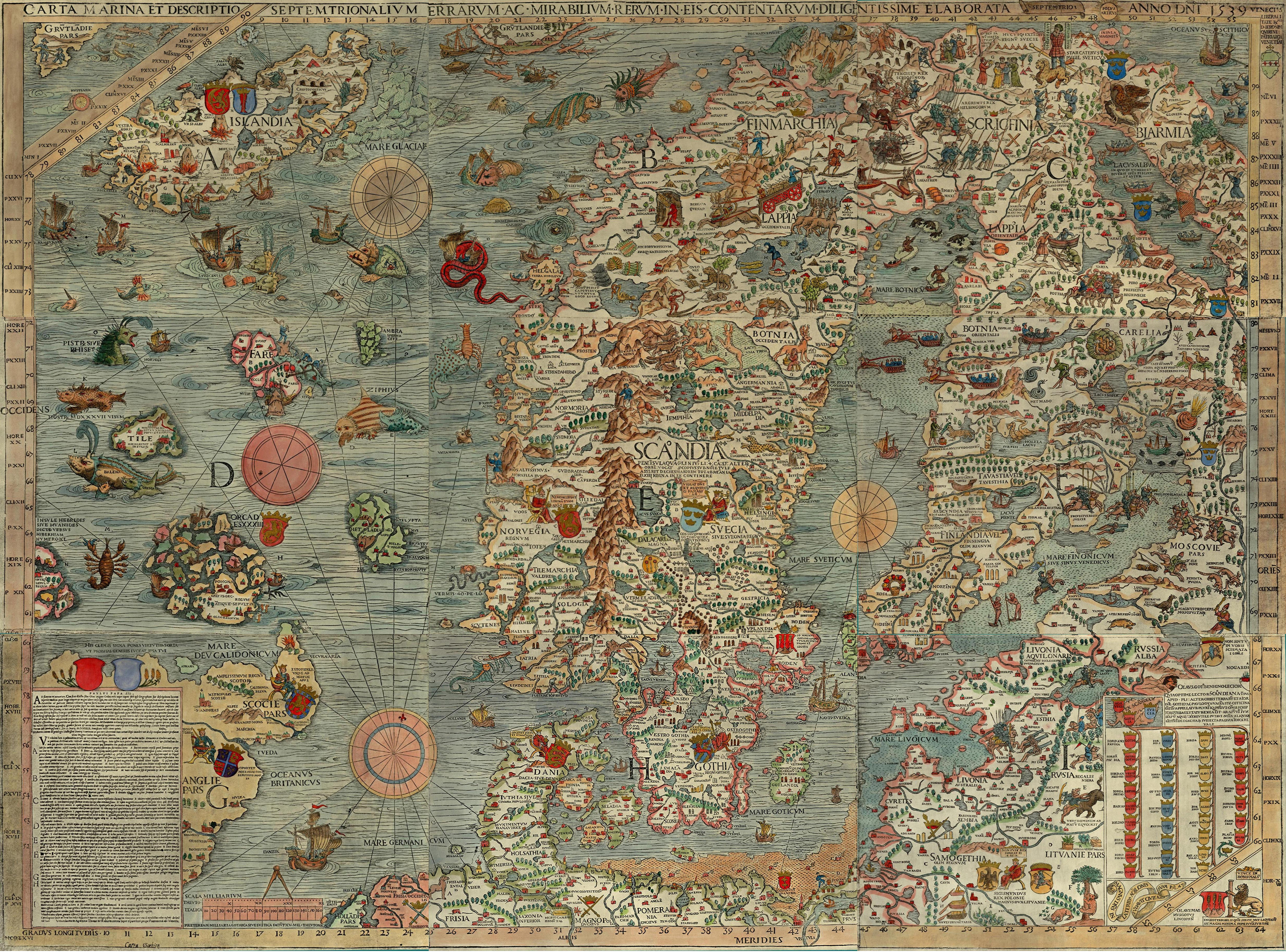
De Carta Marina van de Oostzee

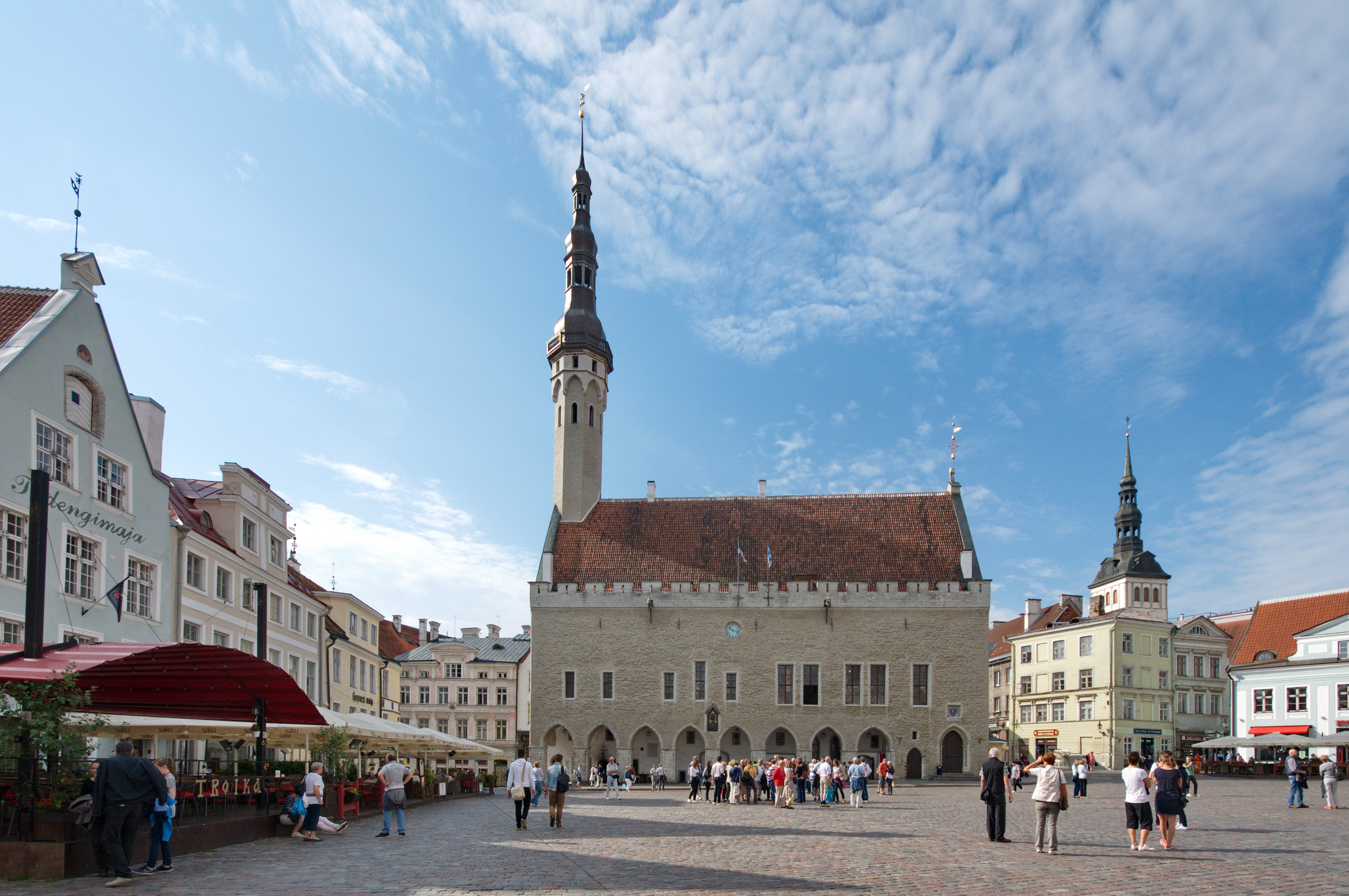
Stadhuis van Reval (Estisch Tallinn) in Estland

De positie van Lübeck aan de Oostzee gaf toegang tot de handel met Scandinavië en het Kievse Rijk. Dat plaatste de stad recht tegenover de Scandinaviërs, die voorheen de meeste handelsroutes op de Oostzee hadden beheerst. Een verdrag met de Hanze van Visby bracht deze strijd tot een einde. Dankzij dit verdrag kregen de Lübeckse kooplieden toegang tot de binnenlandse Russische haven van Novgorod, waar zij een hanzekantoor stichtten. Meer van dergelijke allianties ontstonden tijdens het Heilige Roomse Rijk. De Hanze werd nooit een strak georganiseerd samenwerkingsverband. Vertegenwoordigers van de verschillende Hanzesteden spraken vanaf 1356 onregelmatig in Lübeck af voor een algemene vergadering, de Hanzedag.
Nieuwe hanzekantoren werden gesticht in Brugge (Vlaanderen), Bergen (Noorwegen) en Londen (Engeland). Deze handelsposten groeiden uit tot belangrijke enclaves. Het Londense kantoor, gesticht in 1320, was ten westen van de London Bridge gevestigd, nabij Upper Thames Street (op dit perceel staat nu Station Cannon Street). Na verloop van tijd groeide het kantoor uit tot een ommuurde gemeenschap met eigen pakhuis, waag, kerk, kantoren en huizen, wat de schaal van de activiteiten goed weergeeft. De eerste referentie naar het gebied als Stalhof stamt uit 1422.
Naast de hanzekantoren waren er ook individuele Hanzehavens die elk hun eigen afgevaardigde handelaar en pakhuis hadden. Voorbeelden hiervan in Engeland zijn Boston, Bristol en Bishop's Lynn (nu King's Lynn), waar het enige overgebleven Hanzepakhuis van Engeland te vinden is.
Onder streng toezicht van de Hanze bouwden Duitse kolonisten vele Hanzesteden op en rond de oostelijke Oostzeekust, zoals Danzig (Gdańsk), Elbing (Elbląg), Thorn (Toruń), Reval (Tallinn), Riga en Dorpat (Tartu). In een aantal van deze steden zijn nog sporen van de Hanze terug te vinden, zoals de gotische bouwkunst die in geheel Europa geïntroduceerd werd als gevolg van het grote handelsverbond. De meeste steden werden onder Lübeck gesticht, waardoor ze zich voor alle juridische zaken tot het kabinet van Lübeck moesten richten. De Lijflandse Confederatie, die delen van het huidige Estland en Letland omvatte, had haar eigen Hanzeparlement. Alle grote steden uit deze confederatie werden lid van de Hanze. De lingua franca van de handel was Middelnederduits, een taal die grote invloed had op het taalgebruik in de deelnemende landen, waar voornamelijk Scandinavische en Baltische talen werden gesproken. In de hanzeatische wereld, zowel bijvoorbeeld aan het hof van de Deense en Zweedse koning als door de vroedschappen van de steden Zutphen of Danzig, werd vanaf het midden van de 15de eeuw ook een en hetzelfde schrifttype gebruikt.
In Vlaanderen en Engeland handelde de Hanze voornamelijk in hout, huiden, hars, vlas, honing, meel en rogge, terwijl linnen en gefabriceerde goederen de andere kant op gingen. Ertsen, voornamelijk koper en ijzer, en haring kwamen uit Zweden.

### Hoogtepunt
Het hoogtij van de Hanze viel in het midden van de vijftiende eeuw. Het gebied van de Hanze strekte zich toen uit van de mondingen van de Rijn en Maas in het zuiden, bijvoorbeeld de Engelse steden Norwich en Hull in het westen, tot ver in Finland in het noorden, en Reval (Tallinn) in het oosten. De Hanze had een losse structuur, maar de leden deelden enkele karakteristieken. Zo waren de meeste Hanzesteden onafhankelijk begonnen of werden ze onafhankelijk door de collectieve onderhandelingskracht van de Hanze. Die onafhankelijkheid kende wel grenzen: de vrije rijkssteden moesten trouw zijn aan het Heilige Roomse Rijk, zonder banden met de lokale adel.
Een andere overeenkomst was de strategische locaties van de steden langs de verschillende handelsroutes. Op het hoogtepunt van hun macht wisten de handelaren van de Hanze met hun economische invloed, en soms militair machtsvertoon, het beleid van het rijk te beïnvloeden.

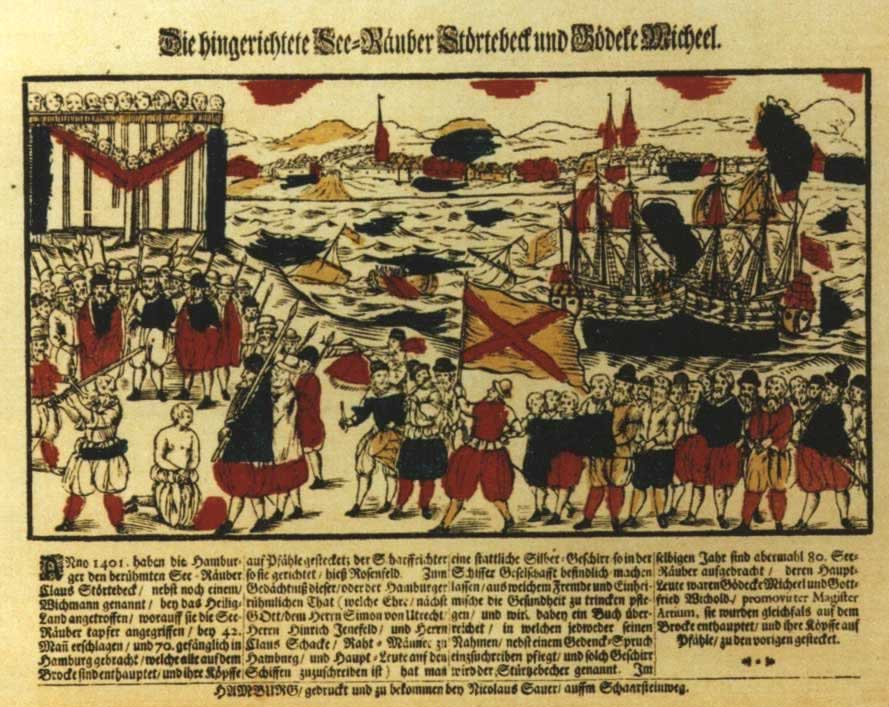
Terechtstelling van de Victualiënbroeders in Hamburg

Ook overzee was de Hanze machtig. Tussen 1368 en 1370 wisten Hanzeschepen middels een alliantie van verschillende Hanzesteden in een gevecht tegen de Denen 15 procent van de winst uit Deense handel te bemachtigen en daarmee effectief een monopolie in Scandinavië te bewerkstelligen. Koning Waldemar IV van Denemarken probeerde later het door de Hanze veroverde gebied terug te krijgen, maar overleed tijdens zijn poging Zuid-Jutland terug te winnen. Ook voerde de Hanze een campagne tegen piraterij. Hanzeschepen liepen tussen 1392 en 1440 gevaar door aanvallen van piraten, eufemistisch de Victualiënbroeders (of Vitaliënbroeders) genoemd, huurlingen van Albrecht van Mecklenburg tegen koningin Margaretha I van Denemarken. Handelaren uit Amsterdam wisten met de Hollands-Wendische Oorlog (1438-1441) vrije toegang tot de Oostzee te bewerkstelligen en braken het monopolie van de Hanze. De Hanze bouwde vuurtorens en leidde loodsen op om hun investeringen in de handel te beschermen.
Exclusieve handelsroutes hielden ook vaak nadelen in voor de handelaren. Zo beperkten de meeste buitenlandse steden de Hanzehandelaren tot specifieke gebieden en hun eigen handelsposten. Ze spraken zelden tot nooit de lokale bevolking, behalve bij de uiteindelijke onderhandelingen. Bovendien waren veel mensen, zowel handelaren als de adel, jaloers op de macht van de Hanze. Zo voerden de lokale handelaren in Londen constante druk uit om de privileges van de Hanze in te perken. De weigering van de Hanze om wederzijdse regelingen aan te gaan verhoogde deze spanning. Ondanks zijn vijandigheid bevestigde Eduard IV van Engeland toch de privileges van de Hanze in de Vrede van Utrecht (1474), dit kwam mede door de aanzienlijke financiële bijdrage van de Hanze voor de Yorkse zijde in de Rozenoorlogen. In 1597, een eeuw later, verbande Elizabeth I van Engeland de Hanze uit Londen waarna de Stalhof een jaar later sloot. Het bestaan van de Hanze en haar privileges en monopolies zorgde voor economische en sociale spanningen die vaak resulteerden in rivaliteit tussen de verschillende leden.

### Concurrentie

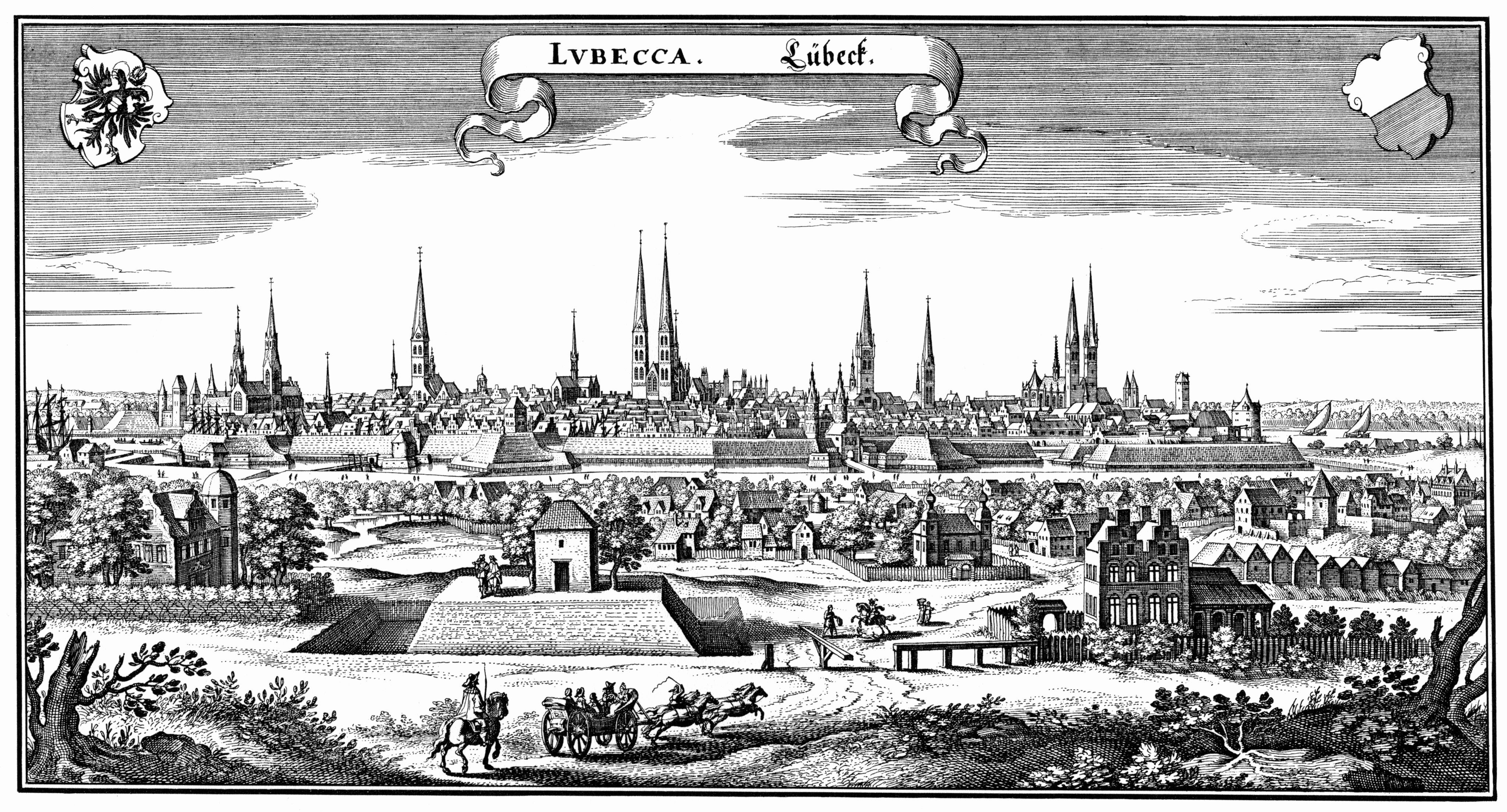
Gezicht op de stad Lübeck in 1641

De Holstentor in Lübeck

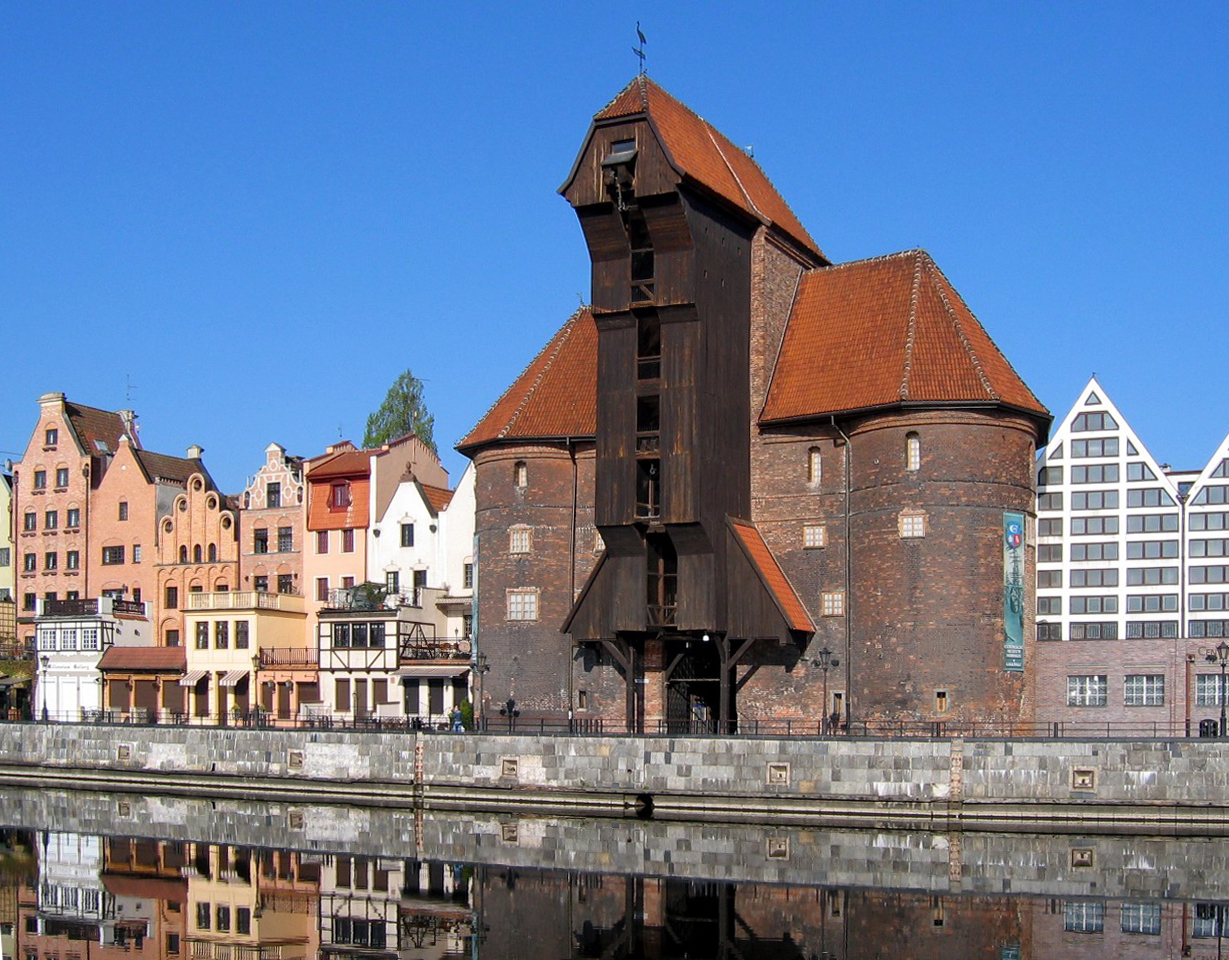
De Krantor ("Kraanpoort") van Danzig (Gdańsk) in Polen

De economische crises aan het einde van de vijftiende eeuw gingen niet ongemerkt aan de Hanze voorbij. Diverse concurrerende partijen waren in opkomst. In heel Europa, en niet alleen in het westen (zo overwon Polen in 1466 de Duitse Orde) stonden nieuwe en al bestaande rivalen op. Ivan III van Moskou beëindigde de commerciële onafhankelijkheid van Novgorod in 1478. Nieuwe ruilmiddelen uit Italië zoals zilveren en gouden munten lieten de Hanzesteden met hun papieren ruilmiddelen achter zich.
In de vijftiende eeuw liepen de spanningen tussen Pruisen en de Wendische steden (Lübeck en haar buursteden) op. Lübeck, gelegen aan zee en niet aan een rivier van enig belang, was grotendeels afhankelijk van haar hoofdrol binnen de Hanze. Lübeck lag aan het begin van de belangrijkste route over land naar Hamburg. Deze landroute was echter niet de enige weg naar Hamburg, dat over water ook bereikt kon worden via Denemarken en de Sont, de zogeheten Ommelandvaart. De grootste belangen van Pruisen lagen destijds in de export van bulkgoederen als graan en hout, die belangrijk waren voor Engeland, de Nederlanden, en later ook voor Spanje en Italië.
In 1454, het jaar van Elizabeth van Oostenrijks huwelijk met koning Casimir IV van Polen, kwamen de steden van de Pruisische Bond in opstand tegen de overheersing van de Duitse Orde en vroegen koning Casimir IV om hulp. Door de Tweede Vrede van Thorn kwamen Danzig, Thorn en Elbing in 1466 onder de bescherming van het koninkrijk Polen wat in de zeventiende eeuw bekend was als "Koninklijk Pruisen". Pools Litouwen werd op haar beurt stevig bijgestaan door het Heilige Roomse Rijk door familiebanden en door militaire hulp onder het bewind van Habsburg. Krakau, de toenmalige hoofdstad van Polen, was rond 1500 ook een Hanzestad, met Duitse burgheren.
Het ontbreken van grensbewaking op de rivier de Wisła (Weichsel) na 1466 zorgde voor een toename van de Poolse graanexport vanaf de zee stroomopwaarts de Wisła op, van 10.000 ton per jaar aan het einde van de vijftiende eeuw naar meer dan 200.000 ton in de zeventiende eeuw. Het door de Hanze gedomineerde graantransport over zee zorgde ervoor dat Polen een van de meest actieve regio's werd binnen de Hanze, en Danzig de grootste Hanzestad.
De Hanzesteden waren elk verantwoordelijk voor hun eigen bescherming. Poolse pogingen om Danzig aan hen te onderwerpen moesten herhaaldelijk worden afgeweerd. In 1567 bevestigde een Hanzeovereenkomst de al bestaande rechten en plichten van de Hanzesteden, zoals bescherming en verdediging tegen vijanden. De Pruisische kwartiersteden Thorn, Elbing, Königsberg, Riga en Dorpat ondertekenden deze overeenkomst ook. Onder druk van de koning van Pools Litouwen bleef Danzig neutraal, deze stad weigerde ook buitenlandse schepen toegang tot haar wateren. Deze schepen moesten dus elders voor anker gaan, bijvoorbeeld in Putzig (of "Pautzke", zoals het toen heette).
Een groot voordeel voor de Hanze was dat zij de scheepsbouw domineerde, vooral in Lübeck en Danzig. De Hanze bezat overal in Europa schepen, inclusief Italië. De Hanze had Holland uitgesloten, omdat zij Brugge als stapelplaats wenste aan te wijzen, omdat de stad gunstig lag aan het einde van een handelsroute. Toen de Hollanders de Hanze begonnen te beconcurreren als scheepsbouwers, probeerde de Hanze de overdracht van de scheepsbouwkennis aan de Hollanders te stoppen. Hierbij lag echter Danzig dwars, aangezien het in Amsterdam een belangrijke handelspartner had. Hollandse schepen voeren rechtstreeks naar Danzig om daar het graan van de Pruisen te kopen, tot grote ergernis van Lübeck. De Hollanders omzeilden zo de Hanzesteden door rechtstreeks handel te drijven met de Noord-Duitse vorsten in steden die niet tot de Hanze behoorden. De Hollandse vrachtkosten lagen veel lager dan die van de Hanze, en hierdoor werd de Hanze uitgesloten als tussenpersoon.
Brugge, Amsterdam en Holland werden allemaal deel van het hertogdom Bourgondië. Holland probeerde met enige steun van de hertog actief het monopolie van de Hanze over te nemen. De Hollandse koopmannen daagden de Hanze agressief uit, en met succes. Hanzesteden in Pruisen steunden de Hollanders in hun strijd tegen de belangrijkste Hanzesteden in Noord-Duitsland. Na diverse zeeoorlogen tussen Holland en de Hanzevloten werd Amsterdam uiteindelijk vanaf het einde van de vijftiende eeuw de belangrijkste haven voor graantransport uit Polen en de Baltische staten. De Hollanders beschouwden de graanhandel van Amsterdam als de "moedernegotie", de belangrijkste van alle handel.
De stad Neurenberg in Franken ontwikkelde een handelsroute over land om producten uit Frankfurt die voorheen onder het Hanzemonopolie vielen via Leipzig aan Polen en Rusland te verkopen. De stad verkocht Vlaams textiel en Franse wijn in ruil voor graan en bont. De Hanze profiteerde van deze handel van Neurenberg door de Neurenbergse bevolking toestemming te geven zich te vestigen in Hanzesteden, die door de Franken werden geëxploiteerd door ook de handel met Zweden over te nemen. De Neurenbergse handelsman Albrecht Moldenhauer was van grote invloed in de ontwikkeling van de handel met Zweden en Noorwegen, en zijn zonen Wolf en Burghard vestigden zich in Bergen en Stockholm van waaruit zij de lokale Hanzeactiviteiten leidden.

### Het einde van de Hanze

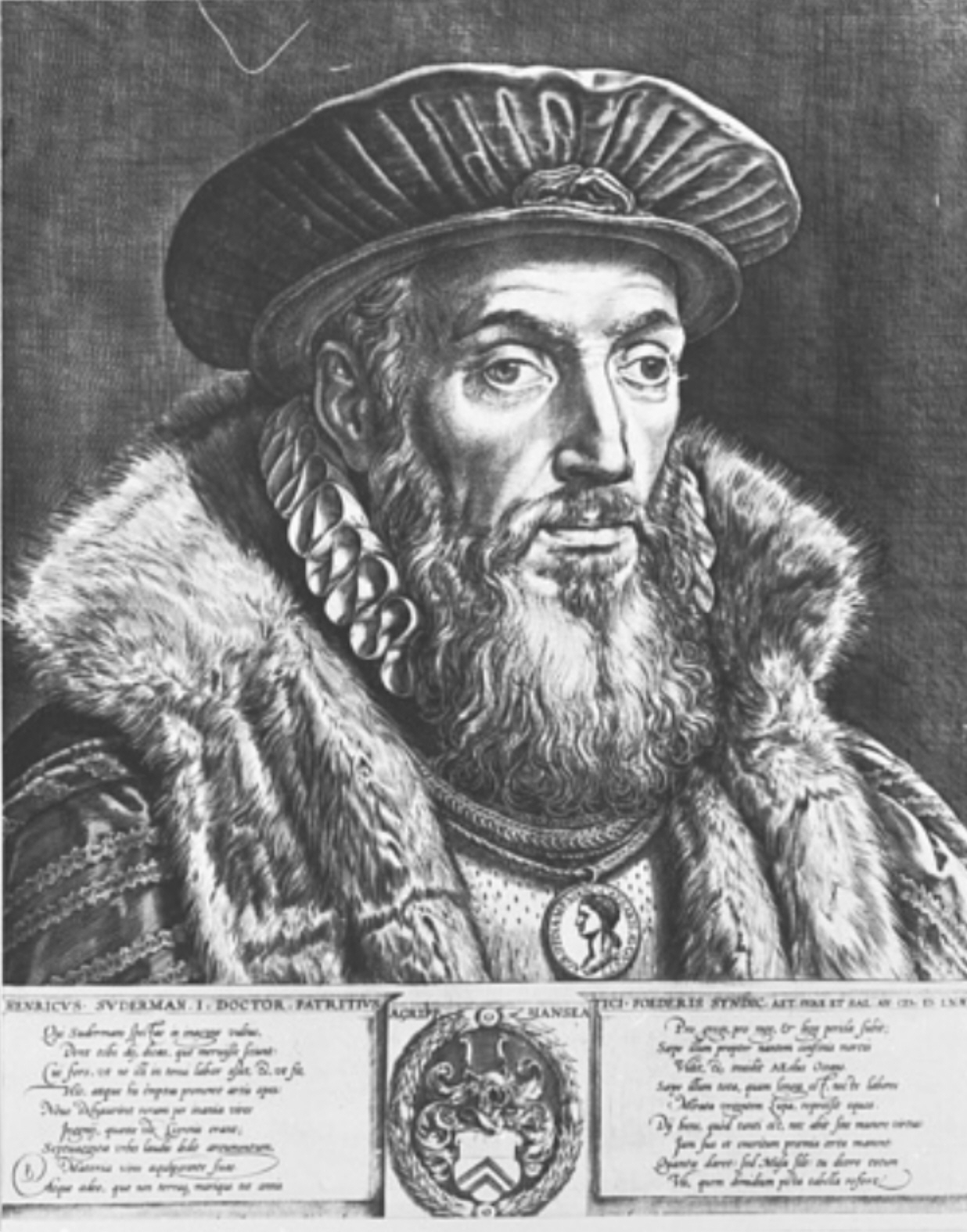
Heinrich Sudermann

Aan het begin van de zestiende eeuw had de Hanze een zwakkere positie dan zij ooit had gehad. Allereerst door de versterkte concurrentie van handelaren uit Holland, Zeeland en Engeland. Daarnaast nam vanaf het einde van de vijftiende eeuw het centraal landsgezag sterk toe. De opkomst van het Zweedse Rijk zorgde ervoor dat de Hanze de controle over het Baltische gebied kwijtraakte. Denemarken had zijn handel weer in eigen beheer, het hanzekantoor in Novgorod was gesloten en dat in Brugge was verplaatst naar Antwerpen. De individuele steden waar de Hanze uit bestond, stelden inmiddels hun eigen belang boven dat van de Hanze. De politieke macht van de Duitse vorsten bleef groeien, waardoor de onafhankelijkheid van de koopmannen in de Hanzesteden werd beperkt.
De Hanze probeerde deze problemen het hoofd te bieden en creëerde in 1556 de functie van syndicus, een soort jurist. Heinrich Sudermann werd permanent in deze functie aangesteld en hij trachtte de diplomatieke overeenkomsten tussen de Hanzesteden te beschermen en uit te bouwen. Het Brugse hanzekantoor werd naar Antwerpen verplaatst en de Hanze probeerde nieuwe handelsroutes te exploiteren. De Hanze bleek echter niet in staat om de algehele vooruitgang van de landen en economieën om zich heen bij te houden of te stuiten, en een lange periode van neergang zette in. Het Antwerpse hanzekantoor sloot uiteindelijk in 1593, en dat van Londen in 1598. Het hanzekantoor in Bergen bleef geopend tot 1754, en het gebouw waarin dit hanzekantoor was gevestigd is het enige overgebleven hanzekantoorgebouw in de moderne tijd.
Het gigantische Hanzeschip de Adler von Lübeck, dat was gebouwd voor militair gebruik tegen Zweden tijdens de Zevenjarige Oorlog (1563-1570, ook wel "Driekronenoorlog") maar nooit in gebruik was genomen, geeft eens te meer aan dat de pogingen van Lübeck om haar positie als commerciële hoofdstad van de Hanze te handhaven ijdel bleken.
Tegen het einde van de zestiende eeuw stortte de Hanze in en kon zij niet langer omgaan met haar interne strijd, de sociale en politieke veranderingen die de Reformatie met zich meebracht, de opkomst van de Hollandse en Engelse koopmannen en de vijandelijke aanval van het Ottomaanse Rijk op haar handelsroutes en op het Heilige Roomse Rijk zelf. Het uitbreken van de Dertigjarige Oorlog (1618-1648) was de genadeklap. Deze oorlog veroorzaakte zeer grote chaos in grote delen van het Duitse rijk. Met name Zweden, Rusland en Polen wisten hierdoor hun macht via vaak verwoestende gewapende campagnes sterk uit te breiden ten koste van de vrije Baltische Hanzesteden als bijvoorbeeld Danzig, Riga en Reval (Tallinn). Op de laatste Hanzedag in 1669 meldden zich maar negen steden en aan het definitieve einde van de Hanze in 1862 waren nog maar drie steden lid (Lübeck, Hamburg en Bremen).

## Huidige betekenis
Ondanks deze ondergang zijn steden trots op hun verbintenis met de Hanze. De Nederlandse steden Arnhem, Bolsward, Deventer, Doesburg, Elburg, Groningen, Harderwijk, Hasselt, Hattem, Kampen, Maasbommel, Nijmegen, Oldenzaal, Rijssen, Stavoren, Tiel, Zaltbommel, Zwolle, Zutphen en de Duitse steden Bremen, Demmin, Greifswald, Hamburg, Rostock, Lübeck, Lüneburg, Stralsund en Wismar noemen zichzelf nog steeds "Hanzestad". Lübeck, Hamburg en Bremen staan zelfs nog steeds officieel te boek als "vrije en Hanzesteden". Rostocks voetbalvereniging heet dan ook F.C. Hansa Rostock.
Voor Lübeck bleek deze connectie met de Hanze zelfs in de twintigste eeuw nog belangrijk. In 1937 namen de nazi's de stad Lübeck het Hanzeprivilege af toen de senaat van Lübeck weigerde Adolf Hitler toestemming te geven in hun stad te spreken tijdens zijn verkiezingscampagne. Hij verplaatste zijn speech naar Bad Schwartau, een klein dorp bij Lübeck. Tijdens zijn speech refereerde hij aan Lübeck als "een klein dorp vlak bij Bad Schwartau".
Op de kentekens van auto's in Duitsland keert de afkorting van de naam Hanzestad terug: HB (Hanzestad Bremen), HH (Hanzestad Hamburg), HL (Hanzestad Lübeck), HWI (Hanzestad Wismar), HRO (Hanzestad Rostock), HST (Hanzestad Stralsund), HGW (Hanzestad Greifswald).

## Invloeden op de economie

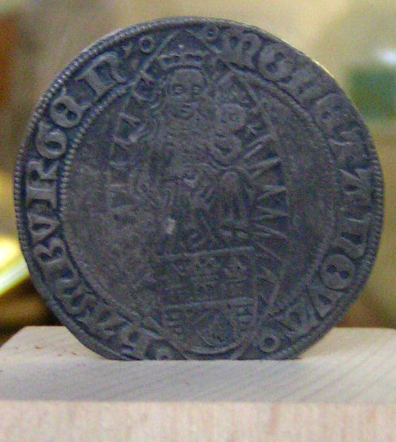
De Lübische Mark, een standaardbetaalmiddel in de Wendische Hanzesteden

Door de evolutie van de economie, mede door de Hanze, kwam er vraag naar een beter, veiliger en gestandaardiseerd betaalmiddel. Nadat in de 12e eeuw de goudhandel met de Arabische wereld op gang was gekomen, begonnen Italiaanse handelaars goudstukken te slaan. Met deze goudstukken waren grotere transacties mogelijk, met name omdat het vertrouwen in de waarde van het zilvergeld onder druk stond. Bij het gewone volk bleven de kleine zilverstukken populair; de muntheren voegden daarom steeds meer andere metalen aan het zilver toe waardoor ze meer muntstukken konden slaan, maar ook de waarde onduidelijk werd en afnam. Soms werd er dermate veel 'exotisch' metaal toegevoegd dat de munt zwart werd (daar zou de uitdrukking zwart geld vandaan komen).
Doordat er nu veel verschillende soorten, maten en waardes van de verschillende muntstukken door elkaar circuleerden ontstonden er grote boekhoudkundige problemen voor de Hanzesteden. Als oplossing werd een soort wisselkoers bedacht, waarbij de waarde van het aangeboden geld werd gerelateerd aan een 'rekenmunt'. Een andere oplossing was het opstellen van een notariële overeenkomst die een combinatie van een lening en een wissel was. Deze wisselbrieven waren overdraagbaar wat betekende dat ze een ideaal betaalmiddel waren voor de internationale handel. De wisselbrieven zorgden voor de oprichting van banken en waren de voorlopers van de huidige cheque en het papiergeld.
Dit gestandaardiseerde betaalmiddel werd echter weinig gebruikt. In de vijftiende eeuw ontstond er een tekort aan edelmetalen. Deze belemmeringen van de handel droegen mede bij aan de ondergang van de Hanze.

Munten uit de tijd van de Hanze
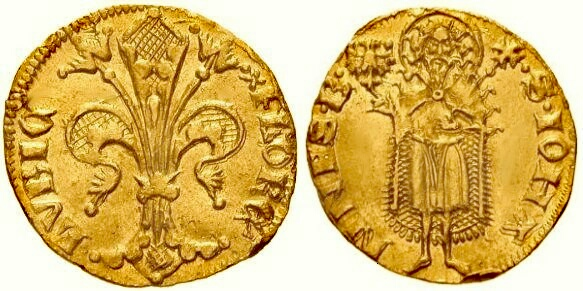
Lübeckse gulden uit 1341
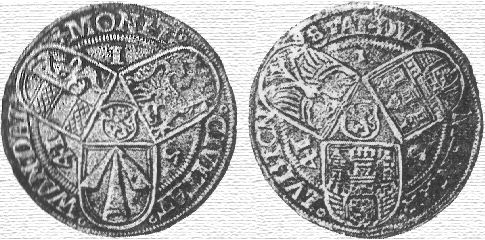
Een Lüneburgse Wendentaler uit 1541
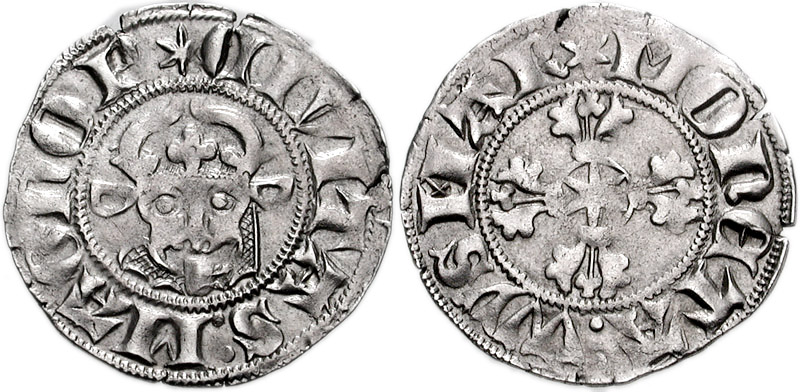
Een Wismarse Witte uit 1379

## Schepen van de Hanze

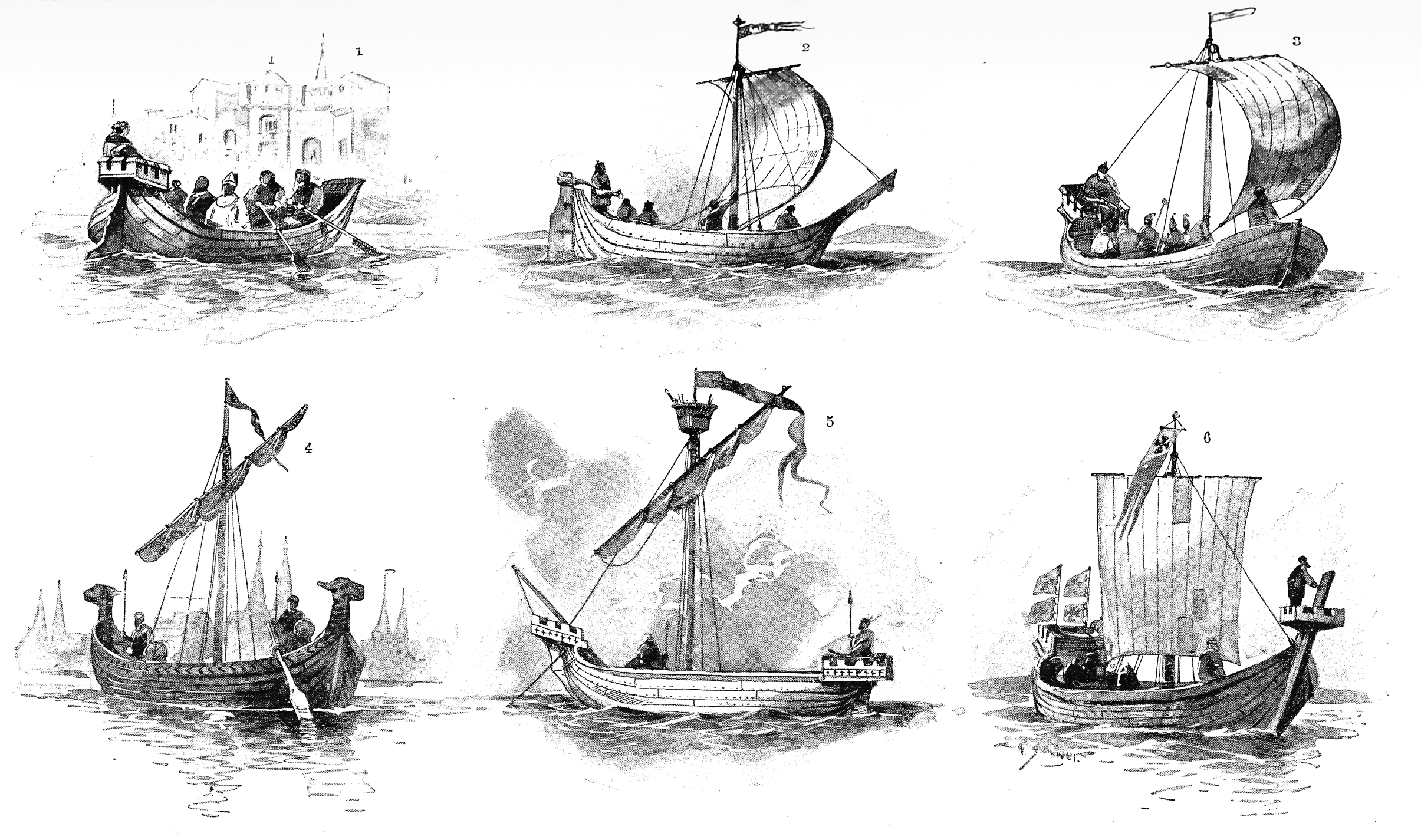
Hanzeschepen uit de veertiende en vijftiende eeuw
Nummer 1 en 3 behorende bij Keulen, nummer 2: Wismar, nummer 4: Lübeck, nummer 5: Danzig, nummer 6: Elbing

Omdat een groot deel van de handel over zee werd getransporteerd waren er verschillende schepen in dienst van de Hanzesteden. Speciaal voor het vervoer van goederen is onder andere een nieuw scheepstype ontworpen, de kogge. Een kogge heeft een groot laadruim van ca. 200 ton en is gebaseerd op een knarr. Wanneer een schip vis naar Frankrijk had gebracht, nam het zout mee terug om op de thuisbasis weer vis mee te kunnen pekelen, zo ging er geen laadruimte verloren. Om de handel te beschermen waren er ook enkele oorlogsschepen in dienst.

### Adler von Lübeck
Zoals de naam al doet vermoeden was dit zestiende-eeuwse oorlogsschip in dienst van de Hanzestad Lübeck. Het was destijds het grootste schip ter wereld met zijn lengte van 78,30 meter en waterverplaatsing van ca. 2.000 ton. Het schip werd ook wel Der Große Adler of Lübscher Adler genoemd.
Het schip werd gebouwd tijdens de Zevenjarige Oorlog om de handel van de Hanze op de Noord- en Oostzee te beschermen. Het schip is nooit in actie gekomen omdat de vredesonderhandelingen tussen Lübeck en Zweden al in volle gang waren toen het schip werd voltooid. Na het Verdrag van Stettin (Szczecin) (1570), die de Zevenjarige Oorlog beëindigde, is de Adler omgebouwd voor het vervoer van goederen. In 1588 is het schip uiteindelijk ontmanteld.

### Peter von Danzig
De Peter von Danzig, ook wel Dat grote Kraweel genoemd, was het eerste grote karveel in de Oostzee ten tijde van de Hanze.
Het schip werd aan de Franse westkust gebouwd als Pierre de la Rochelle en vervoerde zeezout van de Atlantische Oceaan naar Danzig alwaar het in 1462 door een storm ernstig beschadigd arriveerde. Daardoor lag het schip een tijd lang in de haven om uiteindelijk, vanwege de oorlog tegen Engeland, verbouwd te worden tot oorlogsschip.
Onder leiding van kapitein Paul Beneke maakte het schip, met een kaperbrief, tussen 1471 en 1473 jacht op Engelse koopvaarders. Na de Vrede van Utrecht (1474) werd het nog gebruikt voor enkele handelsreizen om uiteindelijk aan het eind van het decennium ontmanteld te worden.

### Bunte Kuh
De Bunte Kuh was een vermoedelijk in Vlaanderen gebouwde kogge. Het schip, in 1401 het grootste schip van de Hanze, leidde de klopjacht op zeerover Klaus Störtebeker. Met succes, Störtebeker werd in datzelfde jaar in Hamburg onthoofd.

## Hanzevlaggen
De Hanzeschepen waren te herkennen aan de zogenaamde Hanzevlaggen, banieren die aan het schip werden bevestigd. Aanvankelijk waren deze egaal rood. Later, in de tweede helft van de 13e eeuw, gingen de Hanzesteden zich onderscheiden met verschillende banieren, meestal met een combinatie van rood en wit. Deze individuele vlaggen vormden ook de basis van veel van de huidige stadswapens.

De Hanzevlag van Hamburg, de oudste van de Hanzevlaggen.
De vlag van Hamburg.
De Hanzevlag van Danzig.
De vlag van de Vrije Stad Danzig

## Wetenswaardigheden
In Vlaanderen had Hanze ook de betekenis van overeenkomst.